# .by
.by es el dominio de nivel superior geográfico (ccTLD) para Bielorrusia.